# Hillary Clinton
Hillary Diane Rodham Clinton (/ˈhɪləri daɪˈæn ˈrɒdəm ˈklɪntən/; sinh ngày 26 tháng 10 năm 1947) là một chính trị gia, nhà ngoại giao, luật sư, nhà văn và diễn giả người Mỹ. Bà đã từng phục vụ trong nội các của Tổng thống Barack Obama với chức vụ Ngoại trưởng Hoa Kỳ thứ 67 từ ngày 21 tháng 1 năm 2009 đến ngày 1 tháng 2 năm 2013. Bà từng là thượng nghị sĩ Quốc hội Hoa Kỳ đại diện cho tiểu bang New York từ ngày 3 tháng 1 năm 2001 đến ngày 21 tháng 1 năm 2009. Bà cũng từng là Đệ nhất Phu nhân của Hoa Kỳ trong thời gian Bill Clinton làm Tổng thống từ năm 1993 đến năm 2001, và Đệ Nhất Phu nhân bang Arkansas trong thời gian Bill Clinton làm thống đốc bang từ năm 1979 đến năm 1981 và từ năm 1983 đến năm 1992. Năm 2016, bà là nữ ứng cử viên Tổng thống Hoa Kỳ đầu tiên đại diện cho một đảng lớn – Đảng Dân chủ, nhưng bà đã thất bại trước ứng cử viên của Đảng Cộng hòa Donald Trump.
Sinh ra tại Chicago và lớn lên tại một thị trấn ngoại ô Park Ridge, Illinois, Clinton học tại trường Cao đẳng Wellesley, tốt nghiệp năm 1969, và giành được bằng Tiến sĩ Luật của trường đại học Yale năm 1973. Sau khi làm tư vấn pháp luật của Quốc hội, bà chuyển đến Arkansas, kết hôn với Bill Clinton năm 1975. Năm 1977, bà đồng sáng lập ra Tổ chức Những người ủng hộ Trẻ em và Gia đình bang Arkansas. Bà được bổ nhiệm là chủ tịch nữ giới đầu tiên của Công ty Dịch vụ Pháp lý năm 1978, và trong năm tiếp theo, bà trở thành đối tác với Công ty Luật Rose. Với tư cách là Đệ Nhất Phu nhân bang Arkansas, bà đã dẫn dắt một lực lượng đặc biệt có kiến nghị giúp đỡ cải cách các trường công của bang Arkansas, và đã phục vụ một vài ban lãnh đạo.

## Thời tuổi trẻ
Hillary Rodham chào đời tại Bệnh viện Edgewater, Chicago, tiểu bang Illinois, trong một gia đình là tín hữu Giám Lý, sống ở Park Ridge, Illinois. Cha bà, ông Hugh Ellworth Rodham, là hậu duệ của những người di dân xứ Anh và xứ Wales. Ông là người có khuynh hướng bảo thủ và quản lý thành công một doanh nghiệp nhỏ trong công nghiệp dệt. Mẹ bà, bà Dorothy Emma Howell Rodham, là hậu duệ của những di dân gốc Anh, Scotland, Pháp, Canada gốc Pháp và xứ Wales, bà chỉ làm nội trợ.
Hillary có hai em trai là Hugh và Tony. Lúc nhỏ, Hillary thích thể thao, đến nhà thờ và trường học, và là một nữ hướng đạo sinh, bà học tại một trường công lập ở Park Ridge. Lớn lên, Hillary say mê các môn thể thao như quần vợt, trượt băng, vũ ba lê, bóng chuyền và bóng ném. Hillary theo học tại Trường trung học Maine South High School, bà được bầu chọn làm lớp trưởng đồng thời cũng là thành viên hội đồng học sinh, thành viên đội hùng biện, và là thành viên Hiệp hội Danh dự Quốc gia. Sau khi chuyển đến trường Maine South High School, Hillary được trao giải nhất khoa học xã hội của trường khi đang học năm cuối. Hillary Rodham làm quen với chính trường vào năm 1964 khi chỉ mới 16 tuổi, bà tham gia ủng hộ cuộc vận động tranh cử tổng thống của Thượng nghị sĩ Đảng Cộng hòa Barry Goldwater. Cha mẹ bà khuyến khích con gái theo đuổi nghề nghiệp mà bà muốn chọn. Quan điểm chính trị ban đầu của Hillary được định hình bởi giáo viên lịch sử tại trường trung học và mục sư của bà; Hillary cũng có cơ hội gặp lãnh tụ Phong trào Dân quyền, Mục sư Martin Luther King, Jr., tại Chicago năm 1962.
Sau khi hoàn tất chương trình trung học vào năm 1965, bà ghi danh vào Đại học Wellesley ở tiểu bang Massachusetts, chuyên ngành khoa học chính trị, ở đây bà đóng góp tích cực cho các hoạt động chính trị, trong một thời gian là chủ tịch chi bộ sinh viên đảng Cộng hòa tại Đại học Wellesley. Năm 1968, đang trong năm học thứ hai, Hillary bị tác động mạnh bởi cái chết bất ngờ của nhà lãnh đạo Phong trào Dân quyền Mỹ, Mục sư Martin Luther King, Jr. Dưới ảnh hưởng của giáo sư Alan Schechter, quan điểm chính trị của Rodham ngày càng thiên về khuynh hướng tự do và cô quyết định gia nhập Đảng Dân chủ. Được chọn đọc diễn văn ra trường cho lớp tốt nghiệp năm 1969, bà tốt nghiệp với văn bằng Cử nhân hạng danh dự toàn khoa chuyên ngành khoa học chính trị. Bà là sinh viên đầu tiên trong lịch sử của Đại học Wellesley được chọn để đọc diễn văn trong lễ phát văn bằng, Hillary cũng được giới thiệu trong một bài viết trên Tạp chí Life. vì bà đã dám lên tiếng chỉ trích Thượng Nghị sĩ Edward Brooke cho phát biểu trước đó.
Năm 1969, Hillary vào học trường Luật thuộc Đại học Yale, ở đây bà làm việc trong ban biên tập của Tạp chí Luật và Hành động Xã hội của nhà trường, bà cũng quyên góp và giúp đỡ trẻ bất hạnh tại Bệnh viện Yale-New Haven. Trong mùa hè năm 1970, bà được tài trợ để đến làm việc tại Quỹ Bảo vệ Trẻ em ở Cambridge, tiểu bang Massachusetts. Mùa hè năm 1971, bà đến Washington, D.C. làm việc cho uỷ ban của Thượng nghị sĩ Walter Mondale về người lao động nhập cư, nghiên cứu những vấn đề của người nhập cư như nhà ở, vệ sinh, sức khoẻ và giáo dục. Mùa hè năm 1972, Hillary làm việc tại các tiểu bang miền tây cho chiến dịch tranh cử của ứng cử viên tổng thống Đảng Dân chủ George McGovern lúc bấy giờ. Suốt trong năm thứ hai tại trường luật, Hillary làm việc thiện nguyện cho Trung tâm Nghiên cứu Trẻ em Yale, học biết về những nghiên cứu mới về sự phát triển não của trẻ. Bà cũng nghiên cứu các trường hợp lạm dụng trẻ em ở Bệnh viện New Haven và làm việc tại văn phòng Dịch vụ Luật pháp của thành phố, cung ứng dịch vụ pháp lý miễn phí cho dân nghèo. Năm 1973, Rodham nhận văn bằng Tiến sĩ Luật (J.D.) tại Yale với luận án về quyền trẻ em, rồi bắt đầu một năm nghiên cứu trong chương trình cao học về trẻ em và y học tại Trung tâm Nghiên cứu Trẻ em Yale.

## 1972–1992

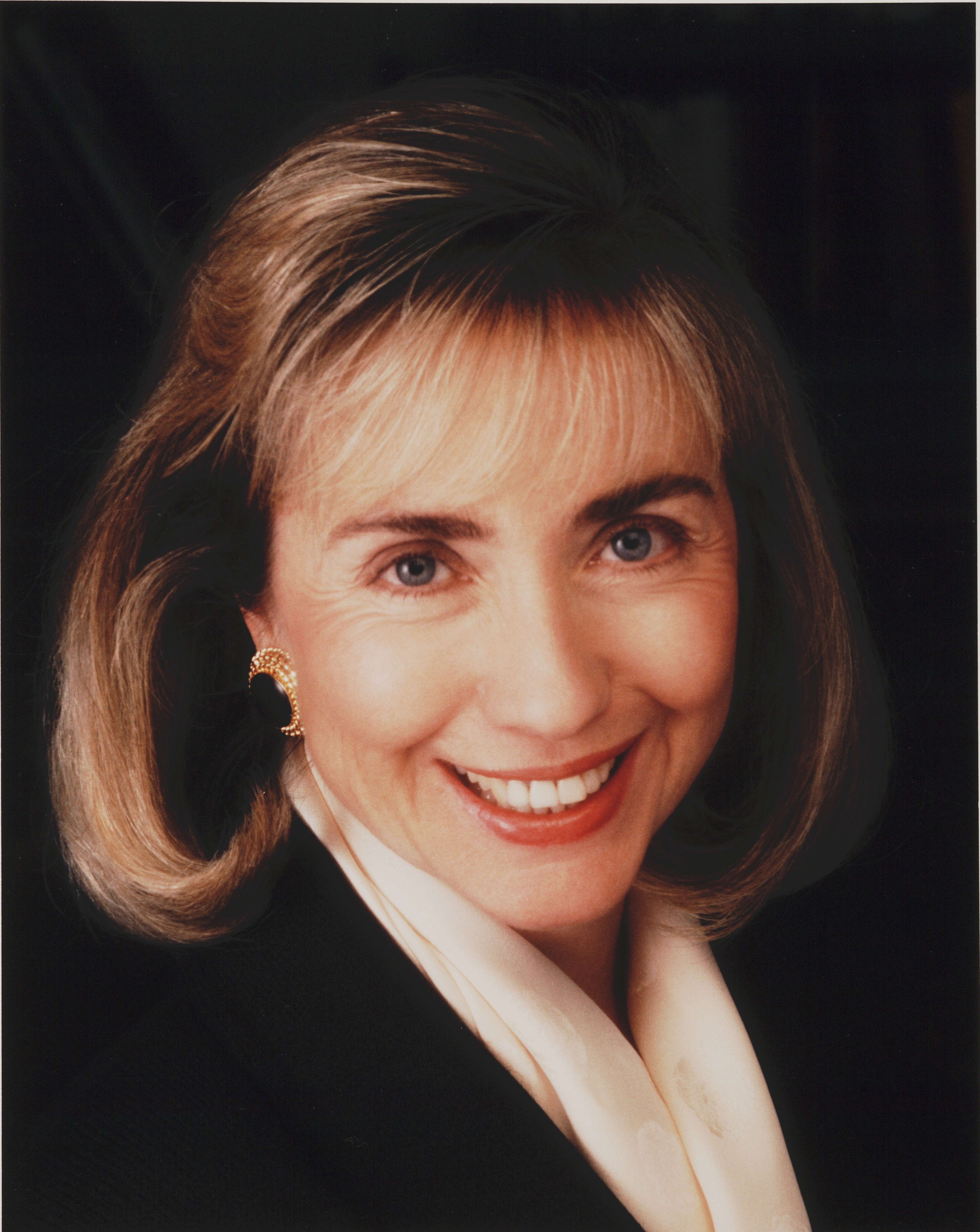
Hillary Clinton, năm 1992

Trong thời gian làm nghiên cứu cao học, Rodham hoạt động với tư cách luật sư cho Quỹ Bảo vệ Trẻ em. Suốt trong năm 1974, cô được mời làm việc trong ban thẩm tra luận tội tổng thống, cố vấn cho Ủy ban Tư pháp của Hạ viện suốt trong vụ tai tiếng Watergate. Tháng 8 năm 1974, bà gia nhập ban giáo sư (là một trong hai phụ nữ duy nhất ở đây) của Trường Luật thuộc Đại học Arkansas, ở Fayettville, bạn trai cũng là bạn cùng lớp của Hillary là Bill Clinton cũng đang giảng dạy tại đây. Năm 1975, Hillary kết hôn với Clinton và đến sống ở Little Rock, tiểu bang Arkansas. Ngày 11 tháng 10, hôn lễ tổ chức tại nhà theo nghi lễ Giám Lý. Tháng 2 năm 1977, Hillary đến làm việc cho Công ty Luật Rose, chuyên về các vụ án về quyền sở hữu trí tuệ trong khi vẫn tiếp tục các hoạt động pháp lý bảo vệ trẻ em pro bono (thiện nguyện), nhưng hiếm khi tranh luận trước tòa. Năm 1979, cô là phụ nữ đầu tiên trở nên thành viên chính thức của Công ty Luật Rose thế lực và nhiều uy tín. Năm 1978, Tổng thống Jimmy Carter bổ nhiệm Rodham vào ban giám đốc Công ty Dịch vụ Pháp lý.

### Đệ Nhất Phu nhân Tiểu bang Arkansas
Năm 1978, khi Bill Clinton đắc cử thống đốc Arkansas, Rodham trở thành Đệ Nhất Phu nhân của tiểu bang, danh hiệu này được kéo dài trong thời gian tổng cộng là 12 năm. Ngày 27 tháng 2 năm 1980, Rodham sinh Chelsea, con gái duy nhất của gia đình Clinton.
Năm 1980, Bill Clinton bị đánh bại khi ra tranh cử nhiệm kỳ hai, cả hai phải dọn ra khỏi công thự tiểu bang. Tháng 2 năm 1982, Clinton ra tranh cử lần nữa và thành công; lúc này Rodham bắt đầu sử dụng tên Hillary Rodham Clinton.
Với tư cách Đệ Nhất Phu nhân, Clinton chủ tọa Ủy ban Tiêu chuẩn Giáo dục Arkansas, vượt qua những chống đối để thông qua bảng tiêu chuẩn cho giáo viên mới. Bà cũng lãnh đạo Ủy ban Tư vấn Sức khoẻ Nông thôn và giới thiệu chương trình thí điểm gọi là Chương trình hướng dẫn gia đình cho trẻ trước khi đến trường, huấn luyện cha mẹ phương pháp chuẩn bị trẻ đến trường. Clinton được vinh danh là Phụ nữ của Năm bang Arkansas năm 1983 và Người mẹ của Năm bang Arkansas năm 1984.
Trong thời gian giữ cương vị Đệ Nhất Phu nhân, bà vẫn tiếp tục hành nghề luật với Công ty Luật Rose. Năm 1988 và 1991, Tạp chí Luật Quốc gia chọn Clinton vào trong danh sách 100 luật sư có ảnh hưởng lớn nhất nước Mỹ. Bà đồng sáng lập Tổ chức Bảo vệ Gia đình và Trẻ em Arkansas và phục vụ trong ban giám đốc của Dịch vụ Pháp lý của Bệnh viện Nhi đồng Arkansas và Quỹ Bảo vệ Trẻ em.

## Đệ Nhất Phu nhân Hoa Kỳ (1993-2001)

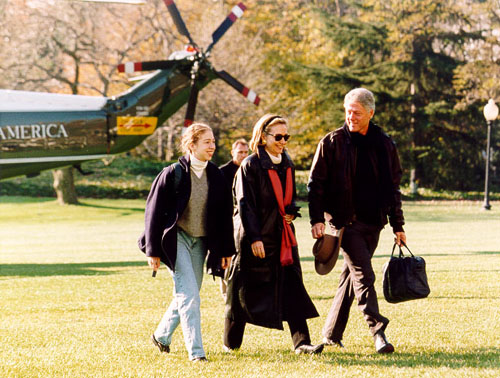
Gia đình Clinton tới Tòa Bạch Ốc năm 1993

Sau khi Bill Clinton thắng cử năm 1992 để chuẩn bị bước vào Nhà Trắng, năm 1993 Hillary Rodham Clinton đã trở thành Đệ Nhất Phu nhân Hoa Kỳ. Bà là Đệ Nhất Phu nhân đầu tiên có học vị trên đại học, cụ thể là Tiến sĩ Luật và từng thành công trong nghề nghiệp chuyên môn. Nhiều người xem bà là phu nhân tổng thống chính thức được dành cho nhiều quyền hạn nhất, hơn cả cựu Đệ Nhất Phu Nhân Eleanor Roosevelt.
Năm 1993, Tổng thống Bill Clinton bổ nhiệm phu nhân lãnh đạo Chương trình Cải cách Chăm sóc Sức khoẻ Quốc gia, thường được gọi là kế hoạch chăm sóc sức khoẻ Clinton hoặc gọi theo cách dè bỉu bởi những người chống đối là "Hillarycare", nhưng không giành đủ hậu thuẫn để được thông qua tại lưỡng viện của Quốc hội mặc dù Đảng Dân chủ chiếm đa số tại hai định chế này; đến tháng 9 năm 1994, kế hoạch này phải bỏ dở. Trong cuốn hồi ký Living History, Clinton thừa nhận sự thiếu kinh nghiệm của mình đã góp phần vào sự thất bại, nhưng bà cũng cho rằng còn có những yếu tố khác đã giúp làm chết đề án. Cùng lúc, Đảng Cộng hoà khai thác sự thất bại này trong cuộc bầu cử giữa nhiệm kỳ năm 1994 để dành thêm 53 ghế ở Hạ viện và 7 ghế tại Thượng viện.
Vào lúc này, có nhiều tiếng nói chỉ trích cho rằng thật bất xứng khi Đệ Nhất Phu nhân đóng vai trò trọng tâm trong lĩnh vực hoạch định chính sách công, trong khi những người ủng hộ lập luận rằng Clinton không làm gì khác hơn những cố vấn của Nhà Trắng, hơn nữa, cử tri mong đợi Đệ Nhất Phu nhân thủ giữ một vai trò tích cực trong nhiệm kỳ tổng thống của chồng. Thật vây, suốt trong chiến dịch vận động tranh cử, Bill Clinton đã nói rõ rằng khi cử tri bỏ phiếu cho ông tức là có được "hai trong một". Lời nhận xét dí dỏm này đã dẫn đến những suy diễn cho rằng cả hai đang hành xử quyền lực của "đồng Tổng thống", đôi khi còn được gọi với biệt danh "Billary".
Trong cương vị Đệ Nhất Phu nhân, Clinton giành được sự ngưỡng mộ của nhiều người vì tính kiên định trong lập trường ủng hộ quyền phụ nữ trên khắp thế giới cũng như những cống hiến của bà cho các vấn đề trẻ em. Năm 1997, bà khởi xướng Chương trình Bảo hiểm Y tế Trẻ em, một nỗ lực cấp liên bang nhằm hỗ trợ trẻ em có cha mẹ không đủ khả năng tài chính chi trả chi phí y tế cho con mình.
Cùng với Bộ trưởng Tư pháp Janet Reno, Clinton giúp thành lập Văn phòng chống Bạo hành Phụ nữ thuộc Bộ Tư pháp. Đệ Nhất Phu nhân ở trong số một ít nhân vật quốc tế vào lúc ấy lên tiếng chỉ trích chính sách đối xử với phụ nữ tại Afghanistan của chính phủ Hồi giáo bảo thủ Taliban. Một trong những chương trình bà góp phần kiến tạo là Vital Voices, cổ xuý sự tham gia tích cực của phụ nữ vào tiến trình chính trị tại đất nước của họ.
Trong cương vị Đệ Nhất Phu nhân, Clinton xúc tiến nhiều hoạt động bên ngoài lĩnh vực chính trị như Đề án Thiên niên kỷ với những buổi diễn thuyết được tổ chức hằng tháng khảo cứu lịch sử để tiên báo tương lai của nước Mỹ. Một trong những bài diễn thuyết này được truyền trực tuyến lần đầu tiên từ Toà Bạch Ốc. Clinton cũng cho thiết lập Vườn Điêu khắc, trưng bày những tác phẩm nghệ thuật đương đại của nước Mỹ mượn từ các viện bảo tàng. Những tác phẩm này được đặt trong Vườn Jacqueline Kennedy.
Trong Nhà Trắng, Clinton cho trưng bày đồ mỹ nghệ đương đại do các nghệ nhân Mỹ trao tặng trong các căn phòng nghi lễ. Bà cho phục hồi Phòng Xanh theo đúng những chi tiết lịch sử thời kỳ James Monroe, và tái thiết Phòng Hiệp ước vào phòng làm việc của tổng thống trên tầng hai theo phong cách thế kỷ XIX. Trong những lều bạt lớn màu trắng đặt ở Bãi cỏ phía Nam có sức chứa vài ngàn khách mời, Clinton tổ chức những buổi tiếp tân cho các sự kiện lớn, như trong ngày lễ Thánh Patrick bà mở tiệc chiêu đãi những nhân vật tiếng tăm đến từ Trung Quốc, tổ chức một buổi hoà nhạc gây quỹ cho chương trình âm nhạc học đường. Tại đây, bà tổ chức buổi họp mặt Tất niên vào thời điểm chuyển giao thế kỷ, một quốc yến kỷ niệm Toà Bạch Ốc hai trăm năm vào tháng 11 năm 2000, với sự hiện diện của các cựu tổng thống và cựu Đệ Nhất Phu nhân tại toà nhà này đông hơn hết trong lịch sử đất nước này.

## Chuyện tình Clinton

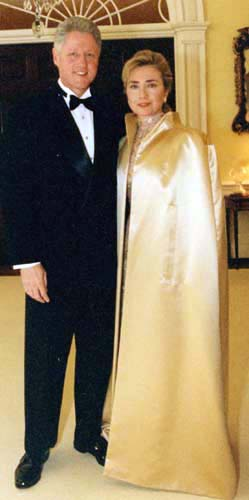
Hillary và Bill

Hillary Rodham và Bill Clinton gặp nhau tại Trường Đại học Luật Yale, khi ấy cả hai là sinh viên đang theo học tại đây. Ngày 11 tháng 10 năm 1975, Hillary 27 tuổi, Bill 28 tuổi, kết hôn tại Arkansas. Cặp vợ chồng mới về sống trong một căn nhà nhỏ mà Bill đã bí mật mua trước đó trong một thời gian ngắn trước khi dọn về Little Rock, Arkansas, khi Bill xúc tiến chiến dịch vận động tranh cử vào Quốc hội Hoa Kỳ.
Năm 1998, mối quan hệ trong gia đình Clinton trở thành mục tiêu của nhiều lời đồn đại và suy diễn về vụ tai tiếng Lewinsky khi tổng thống thừa nhận có quan hệ tình dục với cựu thực tập sinh tại Nhà Trắng là Monica Lewinsky. Lúc đầu, Hillary cho rằng những cáo buộc chống lại chồng bà đến từ một "âm mưu của cánh hữu". Sau những chứng cớ rõ ràng về mối quan hệ giữa tổng thống và Lewinsky, bà bày tỏ sự vững tin vào sự bền vững của mối quan hệ hôn nhân với chồng. Về sau, cả hai thú nhận trong hồi ký đó là thời kỳ khó khăn và nhiều đau đớn nhất trong hôn nhân của họ.
Suốt trong sự nghiệp chính trị của mình, Tổng thống Clinton luôn bị đeo đuổi bởi những tin đồn về các mối quan hệ ngoài luồng của mình. Những tin đồn ngày càng trở nên đáng tin, nhất là sau vụ tai tiếng Lewinsky. Trong cuốn hồi ký, Bill Clinton xác nhận "mối quan hệ lẽ ra không nên có" với Gennifer Flowers, một ca sĩ quán rượu ở Arkansas. Những điều này đem đến cho Đệ Nhất Phu nhân một cảm giác lẫn lộn giữa sự đồng cảm và sự khinh miệt. Trong khi nhiều phụ nữ tỏ ra thông cảm với bà như là nạn nhân của cách cư xử vô cảm của ông chồng, những người khác xem bà như là tác nhân gây ra thái độ vô trách nhiệm của chồng do bà không hề quan tâm đến việc tìm kiếm sự ly dị, và cho rằng có thể bà đang sử dụng những điều này nhằm làm gia tăng ảnh hưởng chính trị của chính mình. Trong cuốn Living History, Hillary Clinton giải thích rằng chính tình yêu đã khiến bà duy trì cuộc sống chung với chồng. "Không ai hiểu tôi hơn Bill, cũng không ai có thể làm tôi cười như cách Bill vẫn làm. Ngay cả sau những năm khó khăn ấy, Bill vẫn là người sinh động, đầy sinh lực và thú vị nhất mà tôi từng gặp. Mùa xuân năm 1971 là lúc Bill và tôi lần đầu trò chuyện với nhau, đã hơn ba mươi năm trôi qua, chúng tôi vẫn tiếp tục trò chuyện với nhau".
Khi Bill Clinton phải giải phẫu tim vào tháng 10 năm 2004, Hillary, khi ấy là thượng nghị sĩ đại diện tiểu bang New York, huỷ bỏ lịch làm việc để có thể ở bên cạnh chồng tại Trung tâm Y khoa Đại học Columbia thuộc Bệnh viện Trưởng Lão New York.

## Cuộc đua vào Thượng viện năm 2000

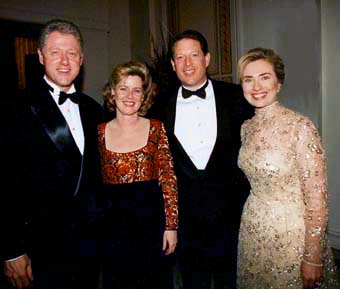
Gia đình Clinton và gia đình Al Gore

Khi Thượng nghị sĩ Daniel Patrick Moynihan, trong nhiều năm đại diện cho tiểu bang New York tại Quốc hội, tuyên bố về hưu, các chính trị gia Đảng Dân chủ, trong đó có Charlie Rangel, cố thuyết phục Clinton tranh cử cho chiếc ghế của New York tại Thượng viện trong cuộc tuyển cử năm 2000. Khi quyết định ra tranh cử, Clinton dọn về New York, trở thành Đệ Nhất Phu nhân Hoa Kỳ đầu tiên ra tranh một chức vụ dân cử. Lúc đầu, đối thủ của bà là Thị trưởng thành phố New York, Rudy Giuliani, nhưng về sau Giuliani rút lui sau khi được chẩn đoán mắc bệnh ung thư tuyến tiền liệt và sau khi nhận ra rằng ông đang mất dần sự ủng hộ của công chúng. Thay vào đó là một ứng viên ít tiếng tăm hơn, Rick Lazio, dân biểu đại diện hạt Suffolk ở Long Island. Cuộc đấu sức thu hút sự quan tâm toàn quốc và cả hai ứng viên đều được cung ứng ngân quỹ dồi dào. Cuối cuộc đua, Clinton của Đảng Dân chủ và các ứng viên Đảng Cộng hoà, Lazio và Giuliani, đã tiêu tốn tổng cộng 78 triệu USD.
Khi Clinton có hậu cứ vững chắc ở thành phố New York thì các ứng viên và những nhà quan sát chờ đợi cuộc đua sẽ được quyết định ở vùng thượng New York, nơi sinh sống của 45% cử tri tiểu bang New York. Suốt trong chiến dịch vận động tranh cử, Clinton thề sẽ cải thiện toàn cảnh kinh tế của vùng thượng New York, hứa hẹn kế hoạch của bà sẽ cung cấp 200.000 chỗ làm cho New York trong vòng sáu năm. Clinton đến thăm từng hạt khắp tiểu bang trong khuôn khổ "chuyến đi để lắng nghe" để tiếp xúc với từng nhóm nhỏ cử tri.
Ngày 7 tháng 11 năm 2000, Clinton giành được chiến thắng với 55% số phiếu bầu trong khi Lazio chỉ có 43%. Ngày 3 tháng 1 năm 2001, Hillary Clinton tuyên thệ nhậm chức Thượng nghị sĩ Hoa Kỳ.

## Thượng nghị sĩ Hoa Kỳ (2001-2009)

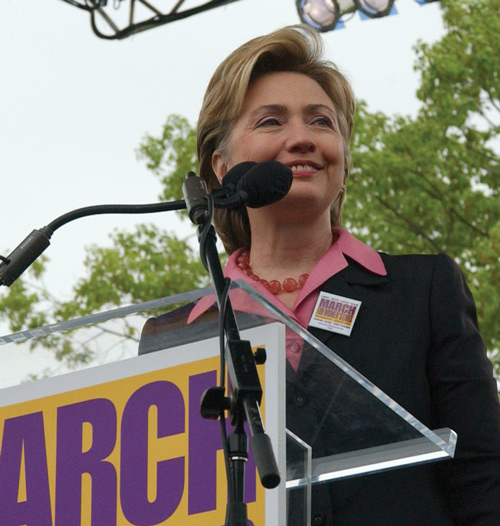
Hillary Clinton tại cuộc tuần hành cho nữ quyền, 25 tháng 4 năm 2001.

Khi Clinton bước vào hàng ngũ 100 thượng nghị sĩ liên bang, nhiều người tin rằng bà buộc phải chấp nhận một vị trí thấp kém để học hỏi quy trình lập pháp cùng lúc với nỗ lực xây dựng các mối quan hệ với các thượng nghị sĩ từ cả hai chính đảng. Trong thực tế, khi Elizabeth Dole (Cộng hoà-Bắc Carolina) gia nhập Thượng viện năm 2003 trong một tình thế tương tự, cũng phải chấp nhận cách tiếp cận giống như Clinton làm sau này, cũng giống chính trị gia hiện đang trên đà thăng tiến Barack Obama (Dân chủ- Illinois) trong năm 2005. Clinton mau chóng thiết lập mối quan hệ đồng minh với các đồng sự mộ đạo, và thường xuyên tham dự Bữa Ăn sáng Cầu nguyện tại Thượng viện.

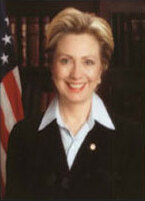
Hillary khi là Thượng nghị sĩ

Thượng nghị sĩ Clinton có chân trong năm ủy ban của thượng viện và được phân nhiệm làm việc tại tám tiểu ban: Ủy ban Ngân sách (2001–2002), Ủy ban Quân bị (từ năm 2003), với nhiệm vụ tại ba tiểu ban trực thuộc; Ủy ban Môi trường và Công chánh (từ năm 2001), cùng với ba tiểu ban trực thuộc; Ủy ban Y tế, Giáo dục, Lao động và Hưu trí (từ năm 2001) với hai tiểu ban; và Ủy ban đặc biệt về Lão vụ.
Sau Vụ Tấn công Khủng bố ngày 11 tháng 9 năm 2001, Clinton xem vấn đề an ninh nội địa là ưu tiên hàng đầu, chú trọng đặc biệt đến tiến trình gây quỹ tái thiết và cải thiện khả năng phòng thủ trong khu vực thành phố New York. Cộng tác với Thượng nghị sĩ Schumer, Clinton vận động ngân quỹ 21,4 tỉ USD nhằm hỗ trợ công tác thu dọn và tái thiết cũng như theo dõi tình trạng sức khoẻ của các nhân viên cứu hộ và người thiện nguyện đầu tiên có mặt tại khu bình địa, đồng thời xúc tiến các chương trình trợ giúp để tái phát triển. Trong năm 2005, Clinton công bố cho các uỷ ban địa phương và những người tham gia cứu hộ hai bản nghiên cứu về các khoản tiền đã được chi trích từ quỹ an ninh nội địa.
Sử dụng vị thế của mình tại Ủy ban Quân bị Thượng viện, Clinton bày tỏ lập trường mạnh mẽ ủng hộ việc quân đội Mỹ can thiệp vào Afghanistan - với lợi ích đi kèm là cơ hội cải thiện đời sống của phụ nữ tại xứ sở này, những người đã phải chịu đựng những bất hạnh khủng khiếp dưới quyền cai trị của Taliban – và một sự ủng hộ không mạnh mẽ bằng liên quan đến hành động can thiệp của quân đội Mỹ tại Iraq.

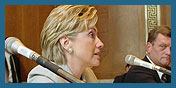
Hillary Clinton trong một buổi họp Thượng viện, 2005

Bà đã đến thăm binh sĩ Mỹ tham chiến tại Afghanistan và Iraq. Tháng 1 năm 2005, Clinton phát biểu rằng phần lớn tình hình tại Iraq đang tiến triển tốt, cuộc bầu cử tại đây đã thành công, và các cuộc nổi dậy sẽ tàn lụi dần. Tháng 7 năm 2005, bà đồng đệ trình dự luật gia tăng lực lượng quân đội Mỹ lên đến 80 ngàn người. Đến cuối năm 2005, khi dấy lên các cuộc tranh cãi dữ dội về việc Hoa Kỳ có nên rút quân khỏi Iraq hay không, Clinton cho rằng triệt thoái lập tức sẽ là "một sai lầm lớn", sẽ biến Iraq thành một sự thất bại, nhưng cam kết của chính phủ Bush duy trì quân đội ở Iraq cũng sẽ khiến người Iraq hiểu sai tín hiệu và tiếp tục dựa dẫm vào người Mỹ. Lập trường trung dung và khá mơ hồ này gây không ít bối rối cho những người tích cực chống chiến tranh thuộc đảng Dân chủ.
Clinton là người lớn tiếng chống đối chủ trương cắt giảm thuế của chính phủ Bush.
Tháng 5 năm 2005, Clinton hợp tác với đối thủ cũ của bà, Chủ tịch Hạ viện Newt Gingrich, trong dự luật chăm sóc sức khoẻ phổ quát. Tháng 6 năm 2005, bà liên minh với Thượng nghị sĩ Bill Frist đẩy mạnh việc hiện đại hoá bệnh án, cho rằng hàng ngàn cái chết do những sai lầm trong điều trị, chẳng hạn như đọc sai đơn thuốc, có thể được ngăn chặn bởi công nghiệp vi tính đáng tin cậy hơn.
Liên quan đến việc phê chuẩn ứng cử viên John Roberts vào Tối cao Pháp viện, tháng 9 năm 2005, Clinton bỏ phiếu chống, "Tôi không tin là ông thẩm phán đã trình bày quan điểm của mình cách rõ ràng đủ để tôi, với lương tâm trong sáng, bỏ phiếu cho ông", nhưng bà cũng hi vọng rằng những nhận xét này là không chính xác. Việc bổ nhiệm Roberts được thông qua với đa số lớn, một nửa số thượng nghị sĩ Dân chủ bỏ phiếu thuận.
Trong trường hợp của Samuel Alito, trong tháng 1 và tháng 2 năm 2006, Clinton không tham gia với các thượng nghị sĩ Dân chủ bỏ phiếu chống, nhưng hợp tác với những thượng nghị sĩ Dân chủ khác ủng hộ việc ngăn cản bỏ phiếu, song nỗ lực này cũng thất bại và Alito được phê chuẩn vào chức vụ thẩm phán Toà án Tối cao.
Ngày 29 tháng 11 năm 2005, cùng Joe Lieberman và Evan Bayh, Clinton giới thiệu Đạo luật Bảo vệ Giải trí Gia đình nhằm bảo vệ trẻ em khỏi những nội dung không thích hợp trong các trò chơi điện tử. Các dự luật với nội dung tương tự đã được đệ trình tại một số tiểu bang như Michigan và Illinois nhưng đã bị phủ quyết vì bị cho là vi hiến.
Tháng 7 năm 2004 và tháng 6 năm 2006, Clinton bỏ phiếu chống Tu chính án Hôn nhân Liên bang, tu chính án này cấm hôn nhân đồng tính.

## Tái tranh cử năm 2006
Tháng 11 năm 2004, Clinton cho biết sẽ tìm kiếm nhiệm kỳ thứ hai tại Thượng viện trong cuộc bầu cử tại New York năm 2006. Có hai nhân vật nổi bật thuộc đảng Cộng hoà sẽ thách thức Clinton là luật sư Ed Cox (con rể của cựu Tổng thống Richard Nixon) và Biện lý Hạt Westchester Jeannine Pirro. Ngày 14 tháng 10 năm 2005, Thống đốc New York George Pataki chính thức ủng hộ Pirro, khiến Cox phải rời cuộc đua. Tuy nhiên, Pirro chỉ bám đuôi Clinton trong thăm dò dư luận và trong khả năng gây quỹ, cuối cùng, vì áp lực bên trong đảng, ngày 21 tháng 12 năm 2005, Pirro đã chính thức rút lui.
Cũng có những thách thức bên trong đảng Dân chủ, đến từ nhóm chống chiến tranh lâu nay bất đồng với Clinton vì lập trường ủng hộ cuộc chiến Iraq của bà. Ngày 6 tháng 12 năm 2005, Jonathan Tasini tuyên bố tranh cử chống lại Clinton, kêu gọi rút quân lập tức khỏi Iraq, xúc tiến kế hoạch chăm sóc y tế phổ quát và điều ông gọi là "Những quy luật mới cho nền kinh tế", một chính sách kinh tế tập trung vào nhân lực đối nghịch với nền kinh tế tập trung vào các công ty của Clinton. Tuy nhiên, Clinton dễ dàng vượt qua Tasini để giành sự để cử của Đảng Dân chủ.
Ngày 7 tháng 11 năm 2006, Clinton đánh bại đối thủ Đảng Cộng hòa John Spencer với 67% số phiếu; Spencer chỉ giành được 31% phiếu của cử tri.
Clinton chi tiêu 36 triệu USD cho kỳ tái tranh cử này, nhiều hơn bất kỳ ứng viên nào khác tham dự cuộc đua vào Thượng viện năm 2006. Nhiều thành viên Đảng Dân chủ chỉ trích bà đã chi tiêu quá nhiều, trong khi những người tỏ ra quan ngại vì bà đã không chịu dành lại một phần trong số tiền này cho chiến dịch tranh cử tổng thống năm 2008. Trong những tháng kế tiếp, Clinton đã chuyển 10 triệu USD thuộc quỹ tranh cử Thượng viện vào chiến dịch tranh cử tổng thống của bà.

## Triển vọng năm 2008
Clinton tỏ ra quan tâm đến cuộc đua giành ghế tổng thống năm 2008. Đến nay chưa có một chính đảng quan trọng nào đề cử một phụ nữ cho cuộc đua này.
Clinton đã thành công trong việc quảng bá hình ảnh của bà trên toàn quốc đến nỗi khả năng tranh cử tổng thống năm 2008 của bà trở nên một vấn đề thời sự hàng đầu được tranh cãi trong vòng các nhà phê bình và trong công chúng. Tháng 12 năm 2005, CNN, USA Today và Gallup phối hợp tổ chức một cuộc thăm dò với kết quả cho thấy 41% đảng viên Dân chủ ủng hộ Clinton cho việc đề cử làm ứng viên tổng thống năm 2008. Trước đó, trong tháng 5 năm 2005, trong một cuộc thăm dò cũng được thực hiện bởi các tổ chức truyền thông trên, khi được hỏi có chắc chắn bỏ phiếu cho Clinton không, câu trả lời của 29% cử tri là rất chắc chắn, 24% khá chắc, 7% là không rất chắc và 39% là không chắc.

## Chiến dịch tranh cử tổng thống 2008

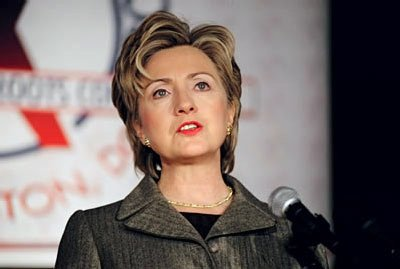
Hillary Rodham Clinton

Từ tháng 10 năm 2002, Hillary Clinton đã được xem là ứng cử viên tiềm năng cho chức vụ Tổng thống Hoa Kỳ, khi một bài viết đăng trên New York Times đề cập đến triển vọng này. Sau đó, Clinton được tạp chí Forbes chọn vào danh sách những nhân vật thế lực nhất thế giới, tên của bà cũng xuất hiện trong số 100 nhân vật có nhiều ảnh hưởng nhất thế giới (Time 100) của tạp chí Time. Những cuộc thăm dò dư luận liên tiếp đặt Clinton vào vị trí các chính trị gia được lòng dân nhất của tiểu bang New York. Cùng lúc, Clinton được nhiều người xem là một trong số các nhân vật gây nhiều phân hóa nhất trong chính trường nước Mỹ.
Ngày 20 tháng 1 năm 2007, Thượng Nghị sĩ Hillary Clinton tuyên bố bà sẽ thành lập một ủy ban thăm dò để ứng cử tổng thống năm 2008, với lời tuyên bố "Tôi quyết định nhập cuộc. Tôi tham gia cuộc đua là để chiến thắng". Chưa hề có phụ nữ nào được một chính đảng quan trọng đề cử tranh chức Tổng thống Hoa Kỳ.
Clinton tập hợp một nhóm các cố vấn và những nhà điều hành cho chiến dịch của bà. Patti Solis-Doyle là người phụ nữ Hispanic (các dân tộc nói tiếng Tây Ban Nha) đầu tiên được chọn để điều hành chiến dịch. Làm phó cho Solis-Doyle là Mike Henry, người đã điều hành thành công chiến dịch tranh cử Thống đốc Virginia năm 2005 cho Tim Kaine. Howard Wolfson, một cựu binh của chính trường New York, đảm trách nhiệm vụ phát ngôn nhân. Evelyn S. Lieberman, từng làm việc cho Clinton khi còn là Đệ Nhất Phu nhân, cũng từng là Phụ tá Chánh Văn phòng Tòa Bạch Ốc, được chọn làm ủy viên thường trực cho chiến dịch.
Trong sáu tháng đầu năm 2007, Clinton luôn dẫn đầu trong cuộc đua tranh sự đề cử của Đảng Dân chủ. Thượng nghị sĩ Barack Obama đại diện tiểu bang Illinois, và cựu Thượng nghị sĩ John Edwards đến từ Bắc Carolina, là những đối thủ bám sát Clinton. Bà đã lập kỷ lục gây quỹ trong giai đoạn đầu của chiến dịch tranh cử, kế cận bà là Obama.
Tháng 9 năm 2007, các cuộc thăm dò dư luận tại sáu tiểu bang sẽ tổ chức các cuộc bầu cử sơ bộ đầu tiên cho thấy Clinton ở vị trí dẫn đầu. Tháng 10 năm 2007, các cuộc thăm dò toàn quốc đưa ra những chỉ dấu cho thấy Clinton đang bứt trước các đối thủ. Tuy nhiên, đến cuối tháng 10, các cây bút của The Washington Post, ABC News, The Politico, và những phương tiện truyền thống khác đã gây không ít thiệt hại cho hình ảnh của Clinton khi miêu tả bà là phản ứng kém cỏi khi bị tấn công bởi Obama, Edwards, và các đối thủ khác trong cuộc tranh luận tổ chức tại Philadelphia dành cho các ứng cử viên thuộc Đảng Dân chủ. Đến tháng 12, Clinton mất vị trí dẫn đầu trong các cuộc thăm dò dư luận.
Trong cuộc bầu cử sơ bộ đầu tiên của Đảng Dân chủ năm 2008 diễn ra ở Iowa ngày 3 tháng 1, Clinton về thứ ba với 29,45% phiếu bầu, sau Obama (37,58%), và Edwards (29,75%). Năm ngày sau ở New Hampshire, Clinton giành chiến thắng đáng kinh ngạc với 39% phiếu bầu so với 37% phiếu dành cho Obama. Nhưng khi Bill Clinton và Hillary Clinton đưa ra những nhận xét liên quan đến Martin Luther King, Jr. và Lyndon B. Johnson, nhiều người xem đây là những ám chỉ cho rằng Obama là ứng cử viên thiên vị chủng tộc, hoặc chí ít cũng là chối bỏ mọi thành quả hòa hợp chủng tộc của Obama. Mặc dù Clinton, và cả Obama, ra sức làm lắng dịu vấn đề, đã nảy sinh tình trạng phân cực trong vòng cử tri Đảng Dân chủ, kết quả là Clinton đánh mất sự ủng hộ từ nhiều người Mỹ gốc Phi. Clinton thất bại trước Obama trong cuộc bầu cử sơ bộ ngày 26 tháng 1 ở Nam Carolina với tỷ số 55% và 27%. Đến lúc này, Edwards tuyên bố rút lui, để đấu trường chỉ còn lại Clinton và Obama nỗ lực cho ngày Thứ Ba Trọng đại (5 tháng 2). Những tuyên bố của Bill Clinton chỉ thu hút thêm sự chỉ trích, khiến ông trở nên một tai họa cho chiến dịch tranh cử của vợ đến nỗi nhiều ủng hộ viên lên tiếng yêu cầu vị cựu tổng thống nên im lặng. Đến ngày Thứ Ba Trọng đại, Clinton thắng phiếu ở các tiểu bang lớn như California, New York, New Jersey, và Massachusetts, nhưng Obama chiến thắng ở nhiều tiểu bang hơn; số phiếu cử tri đoàn và phiếu phổ thông hầu như chia đều cho cả hai.
| “                                                                                       | Hãy luôn hướng thượng, luôn làm việc cật lực, và luôn chú tâm vào những gì bạn tin tưởng. Khi vấp ngã, hãy giữ vững niềm tin. Khi đổ gục, hãy gượng dậy. Và đừng bao giờ lắng nghe bất cứ ai nói rằng bạn không thể hoặc không nên bước tới. | ” |
| —Hillary Clinton, Diễn văn chấp nhận thua cuộc trong cuộc đua vào Tòa Bạch Ốc năm 2008. | |   |

Rồi Obama chiến thắng trong mười một cuộc bầu cử sơ bộ và bầu kín kế tiếp, thường với cách biệt lớn, và bứt lên dẫn trước Clinton. Suốt trong chiến dịch tranh cử, Obama thắng trong các cuộc bầu kín, và có kết quả tốt trong các cuộc bầu cử sơ bộ tại những vùng có nhiều người Mỹ gốc Phi, giới trẻ, những người tốt nghiệp đại học, hoặc các cử tri giàu có, trong khi Clinton thành công tại những vùng có nhiều người Hispanic (nói tiếng Tây Ban Nha), người già, người có trình độ học vấn dưới đại học, hoặc giới thợ thuyền da trắng. Lời thú nhận của Clinton về tiết lộ đưa ra trong chiến dịch tranh cử nói rằng bà bị bắn sẻ khi đến thăm binh sĩ Mỹ trú đóng ở Căn cứ Không quân Tuzla, Bosnia-Herzegovina là không đúng sự thật thu hút sự chú ý của giới truyền thông, và ảnh hưởng xấu đến uy tín cũng như làm dấy lên những hoài nghi về năng lực của Đệ Nhất Phu nhân trong lĩnh vực ngoại giao. Chiến thắng của Clinton tại Pennsylvania ngày 22 tháng 4 khiến bà nuôi hi vọng, nhưng thắng lợi mong manh ở Indiana, và thất bại cay đắng ở Bắc Carolina hủy hoại các cơ may, và dẫn đến những suy diễn về quyết định rời bỏ cuộc đua. Song, Clinton cho biết bà muốn ở lại để đi cho hết các cuộc bầu cử sơ bộ còn lại,, và chiến thắng 41 điểm ở Tây Virginia khiến bà "quyết tâm hơn bao giờ hết".
Trong các cuộc bầu cử sơ bộ sau cùng diễn ra ngày 3 tháng 6 năm 2008, Obama giành đủ số phiếu cần thiết để có thể trở nên ứng cử viên của Đảng Dân chủ. Ngày 7 tháng 6, trong diễn từ đọc trước những người ủng hộ, Clinton tuyên bố chấm dứt cuộc vận động tranh cử, và ủng hộ Obama, "Nay phương cách của chúng ta nhằm hoàn thành những mục tiêu mà chúng ta vẫn luôn đấu tranh là sử dụng năng lực, tình cảm, sức mạnh và mọi điều chúng ta có thể làm để giúp Barak Obama thắng cử.".

## Ngoại trưởng Hoa Kỳ (2009-2013)

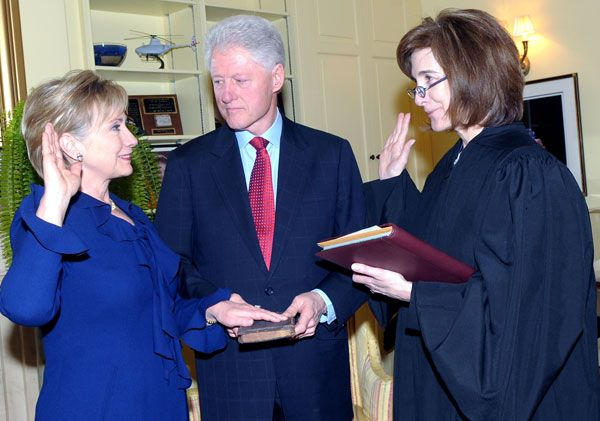
Clinton tuyên thệ nhậm chức Bộ trưởng Ngoại giao trước Thẩm phán Judge Kathryn Oberly, Bill Clinton cầm quyển Kinh Thánh.

Ngày 1 tháng 12 năm 2008, Tổng thống tân cử Barack Obama cho biết ông sẽ đề cử Hillary Clinton làm ngoại trưởng Hoa Kỳ khi ông nhậm chức vào ngày 20 tháng 1 năm 2009.
Clinton nói rằng bà không muốn rời Thượng viện, song đây là một vị trí biểu trưng cho "một cuộc phiêu lưu khó khăn nhưng thú vị". Ủy ban Quan hệ Đối ngoại Thượng viện biểu quyết thuận 16 – 1. Vào thời điểm này, sự ủng hộ của công chúng dành cho bà lên tới 65%, cao nhất kể từ vụ tai tiếng Monica Lewinsky.
Ngày 21 tháng 1 năm 2009, Thượng viện phê chuẩn với số phiếu 94 – 2. Clinton tuyên thệ nhậm chức Ngoại trưởng và từ nhiệm Thượng Nghị sĩ trong cùng một ngày để trở nên cựu Đệ Nhất Phu nhân đầu tiên phục vụ trong Nội các Hoa Kỳ.
Clinton dành những ngày đầu tiên trong cương vị Ngoại trưởng nói chuyện qua điện thoại với những nhà lãnh đạo thế giới thông báo chính sách ngoại giao của Hoa Kỳ sẽ chuyển hướng: "Chúng tôi có nhiều điều cần điều chỉnh." Bà tỏ ý muốn củng cố vai trò của Bộ Ngoại giao trong các vấn đề kinh tế toàn cầu. Bà công bố những đề án cải cách đầy tham vọng nhằm thiết lập những mục tiêu đặc biệt cho sứ mạng ngoại giao ở hải ngoại. Một bản tường trình đưa ra vào cuối năm 2010 kêu gọi Hoa Kỳ áp dụng biện pháp "quyền lực dân sự" như là một giải pháp ít tốn kém để đối phó với các thách thức quốc tế cũng như tháo ngòi nổ các cuộc khủng hoảng, đồng thời tìm cách định chế hóa các mục tiêu tăng cường sức mạnh của phụ nữ trên khắp thế giới.

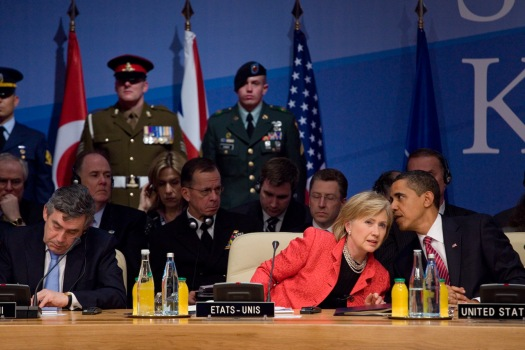
Obama và Clinton tại Hội nghị thượng đỉnh NATO lần thứ 21, tháng 4 năm 2009

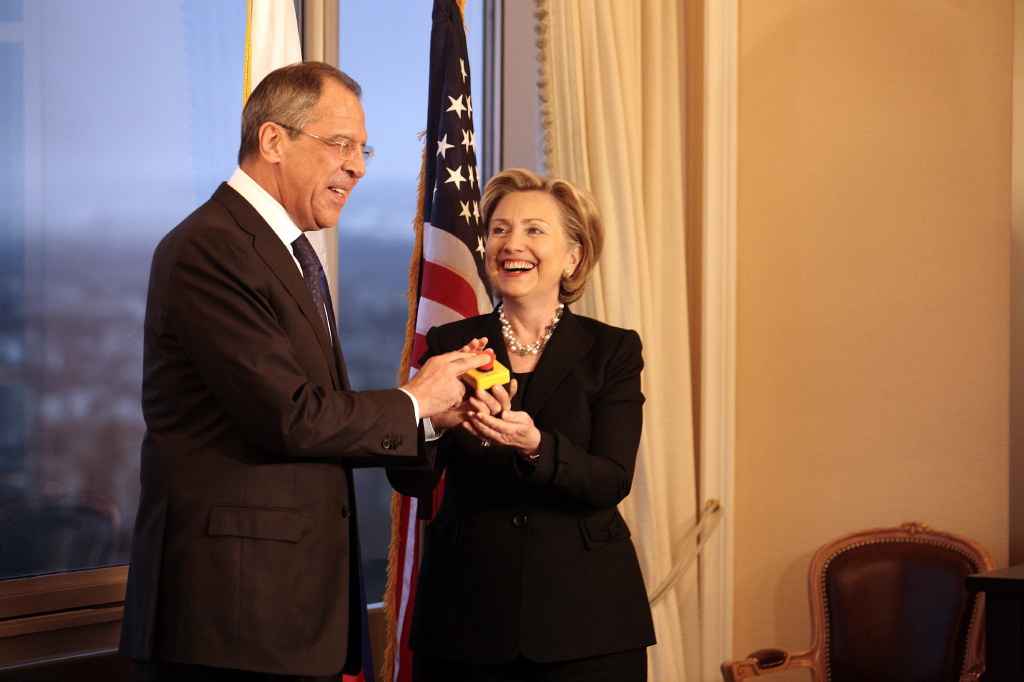
Clinton tặng Sergey Lavrov
"nút điều chỉnh", tháng 3 năm 2009

Trong các cuộc thảo luận nội bộ, Clinton ủng hộ quan điểm của giới lãnh đạo quân sự gửi thêm 40 ngàn quân đến Afghanistan và không ấn định thời hạn rút quân. Dù áp đảo phe chống đối do Phó Tổng thống Joe Biden dẫn đầu, cuối cùng bà phải ủng hộ quan điểm trung dung của Obama chỉ gửi  30 000 binh sĩ và ấn định lịch rút quân. Tháng 3 năm 2009, Clinton tặng Ngoại trưởng Nga, Sergey Lavrov, một món quà đặc biệt là nút bấm "reset" tượng trưng cho mong muốn của Hoa Kỳ tái thiết bang giao với Nga dưới quyền lãnh đạo của nhà lãnh đạo mới, Tổng thống Dmitry Medvedev. Chính sách này đã giúp cải thiện một số lĩnh vực hợp tác giữa hai nước cho đến khi Vladimir Putin trở lại đảm nhiệm chức vụ tổng thống năm 2012. Tháng 9 năm 2009, Clinton kịp đến Thụy Sĩ để can thiệp vào phút chót giúp hoàn thành hiệp ước lịch sử được ký kết giữa Thổ Nhĩ Kỳ và Armenia, thiết lập bang giao và mở cửa biên giới giữa hai nước thù địch. Còn tại Pakistan, Clinton tham dự những buổi hội thảo trao đổi thẳng thắn với sinh viên, giới truyền thông, các thủ lĩnh bộ tộc, trong nỗ lực thay đổi hình ảnh của Hoa Kỳ trong lòng người dân Pakistan.</ref>
Từ năm 2010, bà giúp tiến hành những biện pháp cô lập ngoại giao và cấm vận chế độ tại Iran nhằm cắt đứt chương trình hạt nhân của nước này; biện pháp này dẫn đến một thỏa thuận được ký kết giữa Iran với năm nước thành viên Hội đồng Bảo an Liên Hợp Quốc, Đức và Liên minh châu Âu năm 2015.
Clinton và Obama hợp tác tốt trong công việc; Clinton có tinh thần đồng đội, bảo vệ các đồng sự, và cẩn thận tránh những dị nghị cho rằng bà và chồng, cựu Tổng thống Bill Clinton, có chủ ý giật dây Obama. Một đồng minh của Clinton trong nội các là Bộ trưởng Quốc phòng Robert Gates, hai người thường đồng quan điểm về những vấn đề chiến lược. Obama và Clinton tiếp cận chính sách ngoại giao cách thực tiễn và phi ý thức hệ. Dù gặp nhau hằng tuần, không có sự thân thiết giữa Clinton với Obama như mối quan hệ thường thấy giữa các tổng thống tiền nhiệm với ngoại trưởng của họ. Hơn nữa, một số lãnh vực thuộc hoạch định chính sách được dành riêng cho Nhà Trắng và Lầu Năm Góc
Trong năm 2010, Clinton đến thăm Hàn Quốc, Việt Nam, Pakistan, và Afghanistan. Cuối tháng 10 năm 2010, Clinton dẫn đầu trong nỗ lực của chính phủ Hoa Kỳ kiểm soát những thiệt hại gây ra do vụ WikiLeaks, bằng cách tiếp xúc với những nhà lãnh đạo châu Âu và Trung Đông.

Clinton gặp gỡ binh sĩ trú đóng ở Căn cứ Andersen Air Force, Guam, tháng 10 năm 2010.

Những cuộc biểu tình phản kháng diễn ra ở Ai Cập trong năm 2011 tạo ra những thách thức nghiêm trọng nhất cho chính sách ngoại giao của Hoa Kỳ. Phản ứng của Clinton mau chóng thay đổi từ nhận định ban đầu rằng chế độ Hosni Mubarak là "ổn định" sang lập trường cần có một "sự chuyển đổi trật tự sang một chính quyền dân chủ", rồi lên án biện pháp bạo lực trấn áp những người phản kháng. Obama ngày càng dựa vào sự tư vấn, vận động, và các mối quan hệ cá nhân của Clinton. Khi Mùa xuân Ả Rập bùng nổ, Clinton là nhân vật nổi bật trong nỗ lực đáp ứng với diễn biến của tình hình.

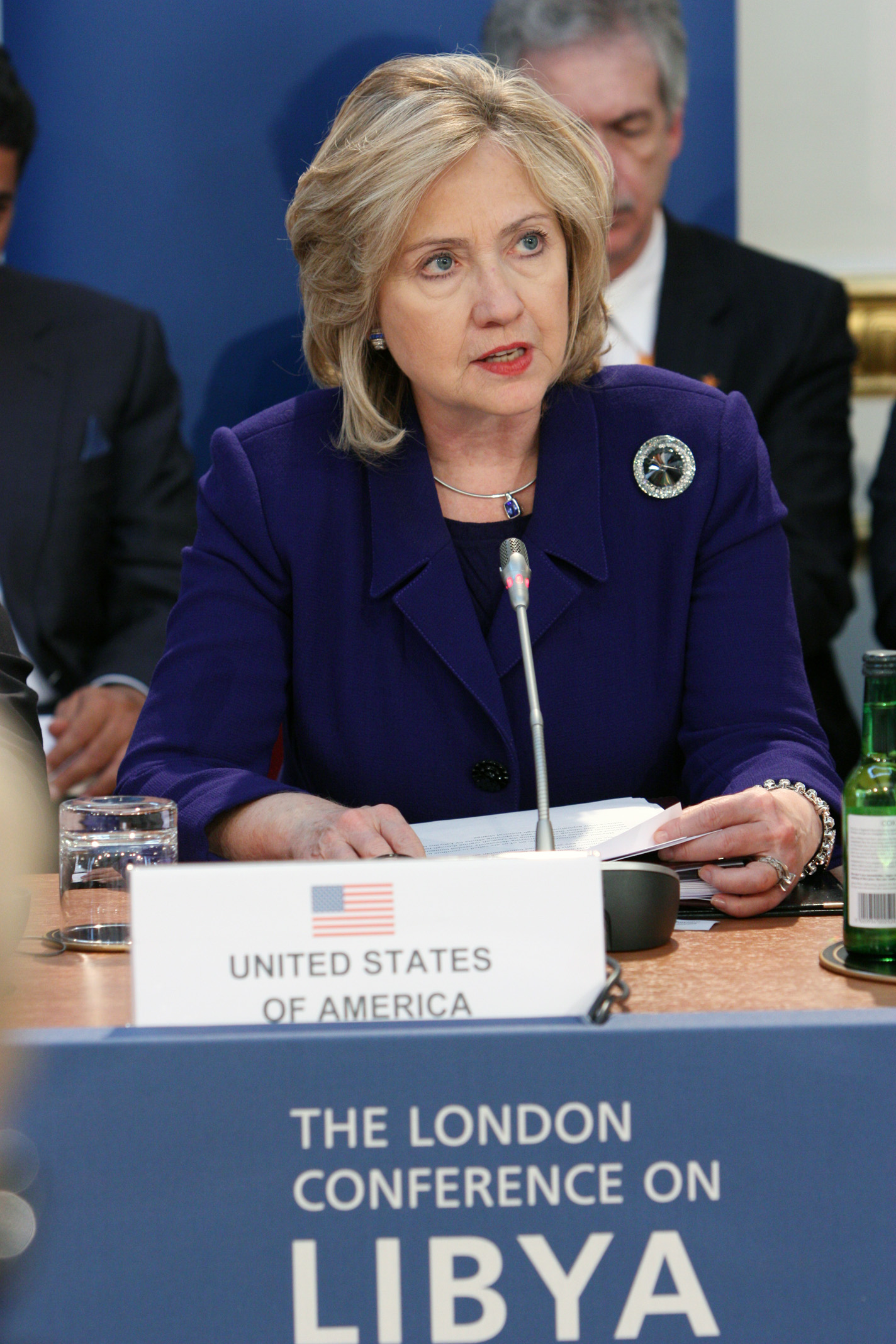
Clinton tại Hội nghị Luân Đôn bàn về tình hình Lybia, 29 tháng 3 năm 2011

Rồi bùng nổ cuộc Nội chiến Lybia, cùng với Đại sứ Mỹ tại Liên Hợp Quốc, Susan Rice, và Samantha Power, một nhân vật trong Hội đồng An ninh Quốc gia, Clinton ủng hộ biện pháp can thiệp quân sự; bà là nhân tố chủ chốt đánh bại nhóm chống đối dẫn đầu bởi Bộ trưởng Quốc phòng Gates, cố vấn an ninh Thomas E. Donilon, và cố vấn chống khủng bố John Brennan trong chiến lược can thiệp quân sự vào Lybia năm 2011. Lybia, sau khi lật đổ chế độ Gaddafi, trở thành một đất nước hỗn loạn, nhiều người bày tỏ sự nghi ngờ về tính sáng suốt của quyết định này.
Tháng 4 năm 2011, khi diễn ra những cuộc tranh luận trong vòng những cố vấn thân cận nhất của tổng thống liệu có nên gởi lực lượng đặc biệt Hoa Kỳ vào Pakistan để truy kích Osama bin Laden hay không, Clinton là người ủng hộ biện pháp này với lập luận rằng cơ may triệt hạ bin Laden đáng để chấp nhận những nguy cơ trong mối quan hệ với Pakistan.
Trong một bài diễn văn đọc trước Hội đồng Nhân quyền Liên Hợp Quốc tháng 12 năm 2011, Clinton khẳng định, "Quyền của người đồng tính là nhân quyền". Bà là ngoại trưởng Hoa Kỳ đầu tiên viếng thăm Miến Điện kể từ năm 1955, gặp gỡ các lãnh đạo chính quyền, hội kiến với lãnh tụ đối lập Aung San Suu Kyi, và tìm cách hỗ trợ những cải cách dân chủ tại đất nước này. She also said that the 21st century would be "America's Pacific century",
Trong cuộc nội chiến Syria, lúc đầu Clinton và chính quyền Obama cố thuyết phục Tổng thống Basahr al-Assad thực hiện những cải cách, khi chính phủ gia tăng bạo động trong tháng 8 năm 2011, Clinton kêu gọi Assad từ bỏ quyền lực. Đến giữa năm 2012, bà cùng Giám đốc CIA David Petraeus lập kế hoạch trợ giúp quân sự và huấn luyện cho phe nổi dậy, nhưng đề án này bị Tòa Bạch Ốc bác bỏ, tổng thống không muốn dính líu sâu và cuộc tranh chấp.

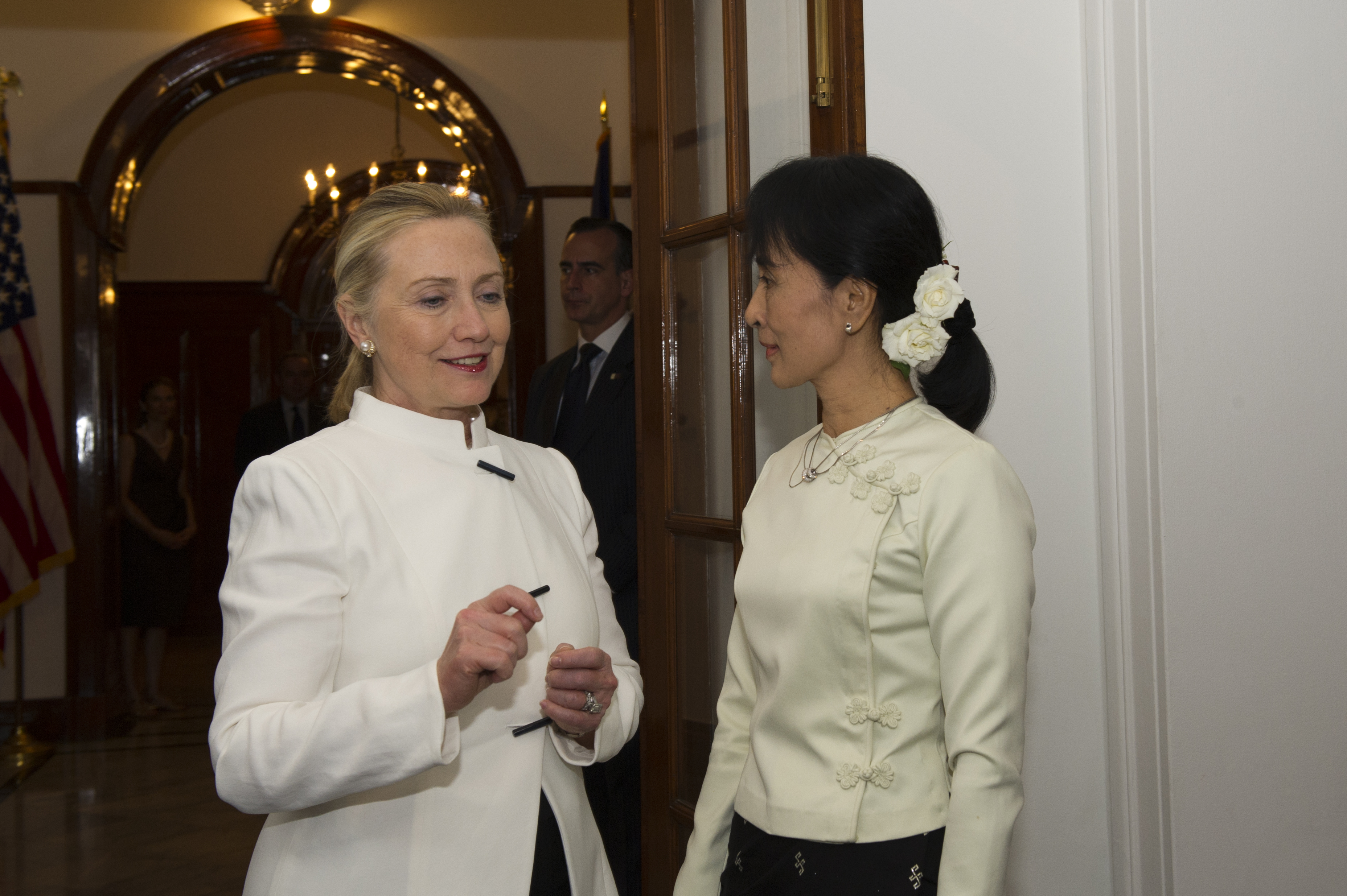
Clinton gặp Aung San Suu Kyi tại Miến Điện, tháng 12 năm 2011

Suốt nhiệm kỳ, Clinton xem "sức mạnh tinh tế" là chiến lược khẳng định các giá trị cũng như vị trí lãnh đạo của Hoa Kỳ - trong một thế giới đầy hiểm họa, các chính quyền bạc nhược, và vô số thực thể phi chính phủ - bằng cách kết hợp sức mạnh cứng quân sự với chính sách ngoại giao cùng sức mạnh mềm của nước Mỹ trong nền kinh tế toàn cầu, hỗ trợ phát triển, kỹ thuật, sức sáng tạo, và phát huy nhân quyền. Như thế, Clinton là ngoại trưởng đầu tiên ứng dụng có hệ thống chiến lược "sức mạnh tinh tế". Mặt khác, trong những buổi thảo luận về cách sử dụng sức mạnh quân sự, bà thường là phát ngôn cho cánh diều hâu trong chính quyền.
Clinton khuyến khích bộ ngoại giao sử dụng các phương tiện truyền thông xã hội như Facebook và Twitter nhằm truyền tải thông điệp của Hoa Kỳ cũng như giúp gia tăng quyền lực công dân các nước để đối thoại với chính quyền của họ. Clinton thường tận dụng mọi cơ hội để quảng bá mục tiêu chính trong nhiệm kỳ của bà: tăng cường quyền lực và phúc lợi của phụ nữ trên toàn thế giới. Trong thực tế, không ít phụ nữ tại nhiều quốc gia hưởng lợi nhờ những hoạt động tích cực của bà.
Trong nhiệm kỳ của bà, Clinton đến thăm 112 quốc gia, và là ngoại trưởng Mỹ công du nhiều nhất (tạp chí Time viết, "Sức chịu đựng bền bỉ của Clinton đã trở nên huyền thoại"). Bà cũng là ngoại trưởng Hoa Kỳ đầu tiên đến thăm Togo và Timor-Leste. Đầu tháng 3 năm 2011, Clinton tỏ dấu cho biết bà không muốn tiếp tục nhiệm kỳ thứ hai nếu Obama tái đắc cử. Tháng 12 năm 2012, Obama đề cử Thượng Nghị sĩ John Kerry thay thế bà. Ngày làm việc cuối cùng của Clinton ở bộ ngoại giao là ngày 1 tháng 2 năm 2013.

### Vụ tấn công Benghazi

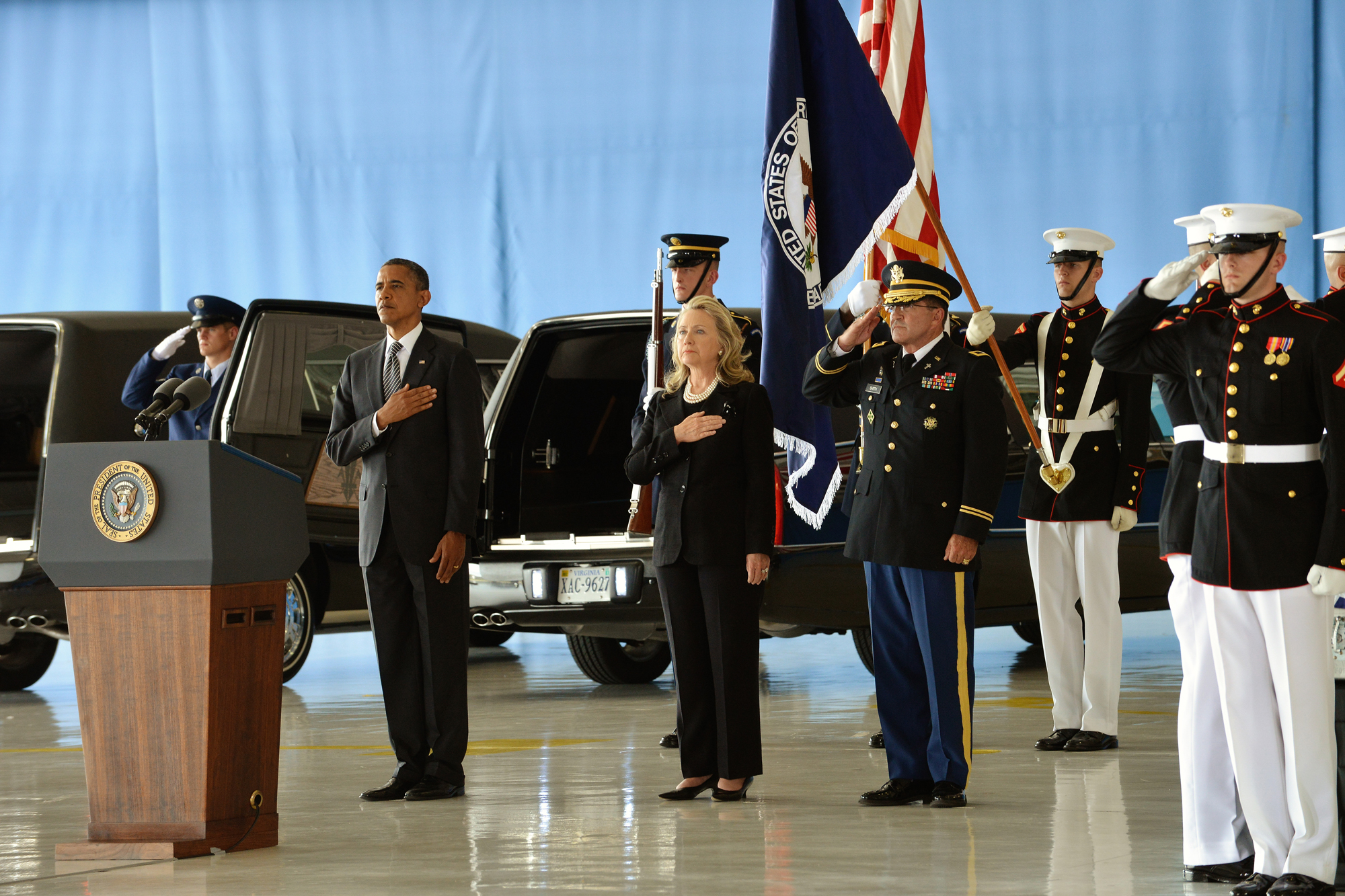
Obama và Clinton vinh danh các nạn nhân vụ tấn công Benghazi, 14 tháng 9 năm 2012.

Ngày 11 tháng 9 năm 2012, Lãnh sự quán Hoa Kỳ tại Benghazi, Lybia, bị tấn công khiến Đại sứ J. Christopher Stevens và ba người Mỹ thiệt mạng, dấy lên những tra vấn về biện pháp bảo vệ an ninh cho cơ sở ngoại giao ở nước ngoài. Ngày 19 tháng 12, một ủy ban do Thomas R. Pickering và Michael Mullen lãnh đạo công bố bản tường trình về sự kiện này, mạnh mẽ chỉ trích Bộ Ngoại giao ở Washington đã bỏ qua những thỉnh cầu gởi thêm bảo vệ và nâng cấp phương tiện an ninh cũng như không chịu cập nhật quy trình an ninh. Clinton chấp nhận kết luận của bản tường trình, cho biết sẽ áp dụng những thay đổi được đề nghị.
Ngày 23 tháng 1 năm 2013, Clinton ra điều trần trước hai ủy ban đối ngoại của lưỡng viện Quốc hội. Trong khi lên tiếng chịu trách nhiệm, Clinton biện hộ rằng bà không có vai trò trực tiếp nào trong những buổi họp đặc biệt trước đó thảo luận về tình hình an ninh của lãnh sự quán. Tháng 11 năm 2014, Ủy ban Tình báo Hạ viện ra thông báo kết luận rằng không có hành động sai trái nào của chính phủ khi xử lý sự việc.
Tuy nhiên, Ủy ban đặc biệt về Benghazi của Hạ viện được thành lập trong tháng 5 năm 2014 tiến hành một cuộc điều tra kéo dài hai năm. Ngày 22 tháng 10 năm 2015, Clinton phải ra làm chứng trong một buổi họp của ủy ban kéo dài một ngày một đêm. Trong phiên điều trần đã xảy ra những cuộc tranh luận nảy lửa giữa các thành viên ủy ban với Clinton, và giữa các thành viên ủy ban với nhau. Công luận cho rằng Clinton không bị thiệt hại gì, là do - theo miêu tả của các phương tiện truyền thông- thái độ điềm tĩnh không hề nao núng của bà, và do cung cách tra vấn của ủy ban: hàng loạt những câu hỏi dài dòng, không tập trung, và thường lặp đi lặp lại.

### Tranh cãi thư điện tử
Tháng 3 năm 2015 dấy lên một cuộc tranh cãi khi tổng thanh tra bộ ngoại giao cho biết Clinton đã sử dụng tài khoản thư điện tử qua máy chủ của tư nhân khi thi hành công vụ suốt nhiệm kỳ Ngoại trưởng của bà. Một số chuyên gia, viên chức, thành viên Quốc hội, chính trị gia cho rằng việc bà sử dụng phần mềm nhắn tin và máy chủ tư nhân là vi phạm quy định của Bộ Ngoại giao, và luật liên bang về quản lý dữ liệu.
Theo một thông cáo chung ra ngày 15 tháng 7 năm 2015, tổng thanh tra bộ ngoại giao và tổng thanh tra cộng đồng tình báo cho biết sau khi kiểm tra, họ tìm thấy những thông tin bảo mật đã được gởi đi, theo họ những thông tin này "không bao giờ nên được chuyển giao thông qua một hệ thống cá nhân không được bảo mật". Trước đó, Clinton nói rằng bà không lưu giữ thông tin bảo mật trong máy chủ thiết lập tại nhà.
Ngày 5 tháng 7 năm 2016, FBI thông báo kết luận của cuộc điều tra. Giám đốc FBI James Comey cho biết Clinton đã gởi và nhận 110 thư điện tử được bảo mật vào thời điểm ấy. Họ cũng tìm thấy Clinton đã sử dụng thư điện tử cá nhân bên ngoài Hoa Kỳ. Comey nhận xét rằng dù Clinton "cực kỳ sơ suất trong xử lý các thông tin tế nhị và bảo mật cao", FBI đề nghị Bộ Tư pháp không truy tố bà. Ngày 6 tháng 7 năm 2016, Bộ trưởng Tư pháp Loretta Lynch xác nhận cuộc điều tra sẽ được đóng lại mà không có cáo buộc nào.

## Chiến dịch tranh cử tổng thống 2016

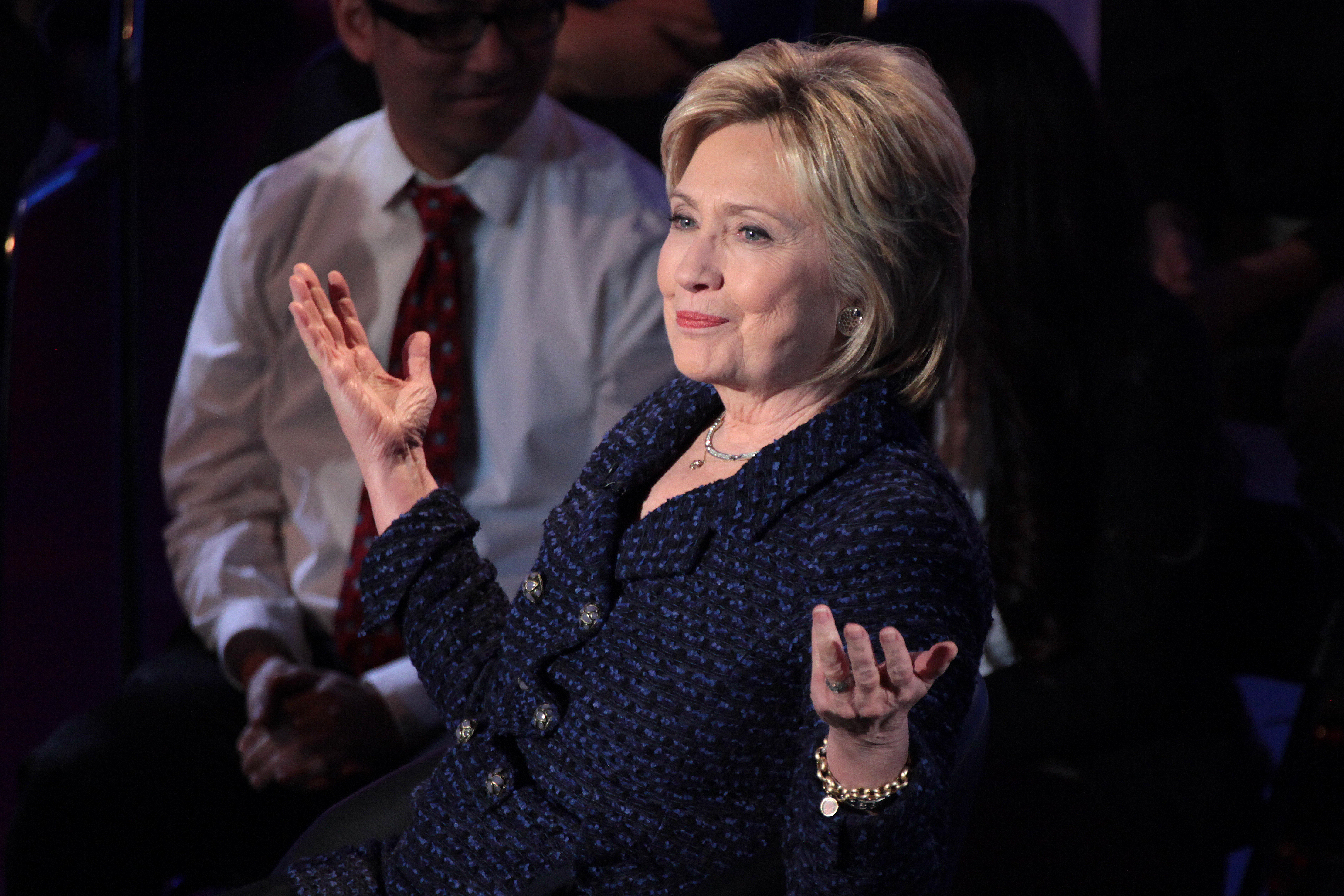
Clinton nói chuyện tại một diễn đàn ở Des Moines, Iowa, 11 tháng 1 năm 2016

Ngày 12 tháng 4 năm 2015, Clinton chính thức tuyên bố tranh cử tổng thống trong cuộc tuyển cử năm 2016. Bà đã chuẩn bị mọi sự: mạng lưới quyên góp tài chính rộng lớn, những nhà điều phối nhiều kinh nghiệm, các ủy ban hành động chính trị như Ready for Hillary và Priorities USA Action. Những chủ đề chính: nâng cao lợi tức của giới trung lưu, phổ cập nhà trẻ và trường mẫu giáo, tạo điều kiện vào đại học, và cổ xúy chương trình Obamacare. Ngay từ đầu, Clinton phải đối diện với thách thức lớn từ Thượng Nghị sĩ Bernie Sanders người từ lâu nổi tiếng với lập trường chống lại ảnh hưởng của các tập đoàn và giới giàu có trên chính trường Mỹ.
| “                                                                    | Tôi ước ao mẹ tôi có thể thấy nước Mỹ chúng ta đang chung tay xây dựng. Một nước Mỹ bạn có thể dự phần, có thể thu hái những thành quả. Một nước Mỹ nơi chúng ta không loại trừ ai, hoặc để ai tụt hậu. Một nước Mỹ nơi người cha có thể bảo con gái: vâng, con có thể trở thành bất cứ ai, ngay cả Tổng thống Hiệp Chúng Quốc Hoa Kỳ. | ” |
| —Hillary Clinton, Diễn văn khởi động tranh cử, 13 tháng 6 năm 2015.. | |   |

Vào mùa bầu cử sơ bộ, ngày đầu tiên của tháng 2, Clinton thắng sít sao ở Iowa, nhưng bảy ngày sau bà thua Sanders ở New Hampshire, rồi giành 5% số phiếu cao hơn Sanders tại Nevada ngày 20 tháng 2. Đến 27 tháng 2, bà thắng tiếp ở South Carolina. Ngày 1 tháng 3 "Siêu thứ Ba", Clinton giành thắng lợi tại bảy trong số mười một cuộc bầu cử sơ bộ. Sanders thu hút cử tri trẻ, da trắng, dân nông thôn, và cử tri có quan điểm tự do trong khi Clinton có nhiều ảnh hưởng đối với người lớn tuổi, và cử tri trong các khu dân cư đa dạng.
Ngày 6 tháng 6 năm 2016, các phương tiện truyền thông cho biết Clinton đã giành đủ số phiếu cần thiết của các cử tri đoàn và siêu cử tri đoàn để trở thành ứng cử viên của Đảng Dân chủ. Khi kết thúc cuộc vận động, Clinton có trong tay 2 219 phiếu cử tri đoàn, Sanders có 1 832. Người ta ước tính chỉ có 47 phiếu trong tổng số 594 phiếu của siêu cử tri đoàn là dành cho Sanders. Tổng cộng có 17 triệu cử tri chọn Clinton, số người ủng hộ Sanders là 13 triệu.
Tại Đại hội Toàn quốc Đảng Dân chủ 2016 tổ chức ở Philadelphia ngày 26 tháng 7 năm 2016, Clinton trở thành người phụ nữ đầu tiên được chọn làm ứng cử viên tổng thống của một chính đảng quan trọng ở Hoa Kỳ. Trong diễn từ chấp nhận sự đề cử, Clinton nói, "Sức mạnh của nước Mỹ không đột nhiên mà đến. Sức mạnh ấy dựa trên trí tuệ, óc phán đoán, sự điềm tĩnh khi giải quyết sự việc, cũng như ứng dụng quyền lực cách chính xác và có chiến lược. Đó là cung cách của vị Tổng Tư lệnh mà tôi cam kết sẽ thực hành."
Một ngày trước đó, cũng tại diễn đàn này, Tổng thống Obama thuật lại những gì ông nhận thấy nơi Hillary Clinton khi bà còn là một thành viên của Nội các, "... Ngay cả khi ở tâm điểm của cuộc khủng hoảng, bà vẫn lắng nghe người khác, vẫn giữ mình điềm tĩnh, và tôn trọng mọi người, bất kể sự xung đột nghiêm trọng đến đâu, bất kể vô số lần người ta muốn đánh gục bà, bà không bao giờ, không bao giờ, bỏ cuộc." Ông tiếp, "Đó là Hillary mà tôi biết. Đó là Hillary mà tôi ngưỡng mộ." rồi khẳng định, "không ai – kể cả tôi, Bill [Clinton], hay bất cứ ai khác- xứng đáng hơn Hillary Clinton cho chức vụ Tổng thống Hiệp Chủng Quốc Hoa Kỳ."
Ngày 8 tháng 11 năm 2016, Clinton đã thất bại trước Donald Trump trong cuộc bầu cử tổng thống Hoa Kỳ.

## Chính kiến

Clinton diễn thuyết tại Bắc Kinh, "nhân quyền là nữ quyền và nữ quyền là nhân quyền", tháng 9 năm 1995.

Trong cương vị thượng nghị sĩ quốc hội và cựu Đệ Nhất Phu nhân, Clinton luận giải cách linh hoạt quan điểm của bà về nhiều vấn đề từ khủng bố đến phá thai.
Trong một cuộc khảo sát của Gallup trong tháng 5, năm 2005, 54% người trả lời xem Thượng nghị sĩ Clinton là có quan điểm cấp tiến, 30% cho bà là trung dung và 9% xem bà là bảo thủ.
Một số tổ chức tìm cách xác lập vị trí của Clinton trên thang điểm biểu thị khuynh hướng chính trị của các chính khách:
- Tập san National Journal (năm 2004) cho Clinton 30 điểm trên thang điểm từ 1 (có quan điểm tự do nhất) đến 100 (bảo thủ nhất).[198]
- Một bảng phân tích thực hiện bởi các nhà khoa học chính trị như Joshua D. Clinton thuộc Đại học Princeton, Simon Jackman và Doug Rivers thuộc Đại học Stanford xếp Clinton vị trí thứ 6 đến thứ 8 trong số các thượng nghị sĩ có khuynh hướng cấp tiến nhất.[199]
- The Almanac of American Politics, do Michael Barone và Richard E. Cohen biên tập, xem xét các phiếu bầu của Clinton từ năm 2003 đến 2066 để phân loại cấp tiến hay bảo thủ, theo thang điểm 100, trong ba lĩnh vực Kinh tế, Xã hội, và Ngoại giao; và điểm trung bình trong bốn năm: Kinh tế = 75 cấp tiến, 23 bảo thủ; Xã hội = 83 cấp tiến, 6 bảo thủ; Ngoại giao = 66 cấp tiến, 30 bảo thủ. Trung bình = 75 cấp tiến, 20 bảo thủ.[200]

## Tác phẩm
Khi còn là Đệ Nhất Phu nhân, Clinton cho xuất bản Talking It Over, gồm những bài viết hằng tuần đăng trên nhật báo, tập chú vào kinh nghiệm bản thân và những quan sát của bà về phụ nữ, trẻ em và gia đình mà bà thu thập được khi du hành khắp nơi trên thế giới.
Tác phẩm của Clinton xuất bản năm 1996 It Takes a Village: And Other Lessons Children Teach Us được đưa vào bản liệt kê sách bán chạy nhất của New York Times, đến năm 1997 bà được trao giải thưởng Grammy cho album đọc hay nhất nhờ phần ghi âm giọng đọc của bà cho tác phẩm trên. Tựa đề cuốn sách lấy từ một câu châm ngôn đến từ châu Phi "cần cả một làng để nuôi dạy một đứa trẻ".
Những cuốn sách khác được xuất bản khi Clinton còn là Đệ Nhất Phu nhân gồm có An Invitation to the White House: At Home with History (Lời mời đến Toà Bạch Ốc: Sống với lịch sử) phát hành năm 2000 và Dear Socks, Dear Buddy: Kid's Letter to the First Pets (năm 1998).
Hồi ký của Clinton là một tác phẩm dày 562 trang Living History, phát hành năm 2003, bán hơn một triệu ấn bản ngay trong tháng đầu tiên. Nhà xuất bản Simon & Schuster trả trước cho bà 8 triệu USD, con số kỷ lục vào lúc ấy. Phần ghi âm của bà cho quyển Living History giúp giành được đề cử lần thứ hai giải Grammy cho album đọc hay nhất. Living History đã được dịch sang vài ngôn ngữ khác, trong đó có tiếng Hoa.
Dù vậy, Clinton bị chỉ trích là đã không thừa nhận đúng mức những đóng góp của những người viết văn thuê trong các tác phẩm đã xuất bản của bà.

## Quan điểm Tôn giáo
Clinton luôn là tín hữu Giám Lý. Bà tham gia các giáo đoàn ở Park Ridge, Illinois, Little Rock, Arkansas, Washington, D. C., và Thành phố New York ở những giai đoạn khác nhau trong cuộc đời của bà, tất cả đều thuộc Giáo hội Giám Lý Thống nhất.

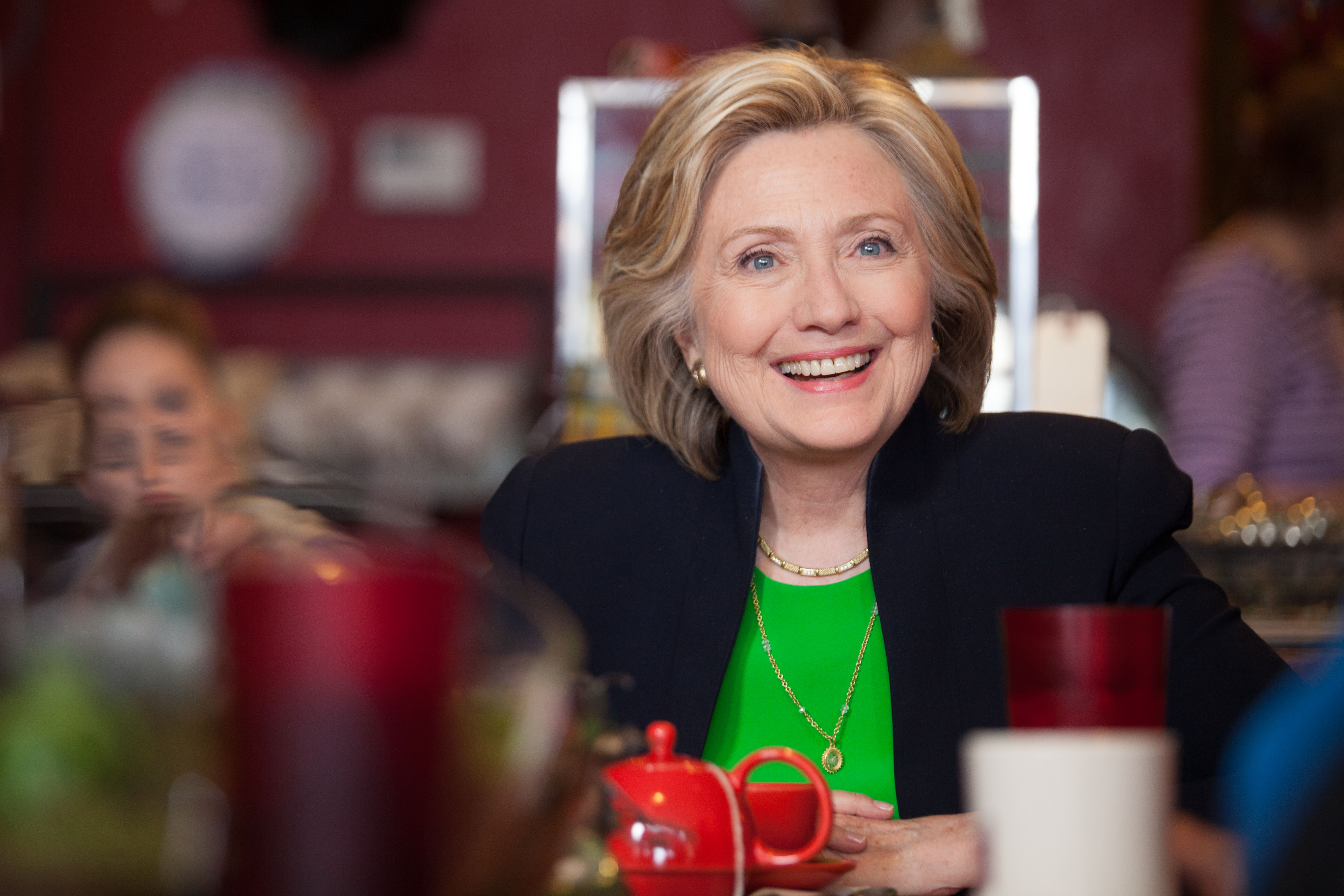
Hillary Clinton, năm 2015

Clinton đã thảo luận về tôn giáo tại hội nghị phụ nữ Giáo hội Giám Lý Thống nhất ở Louisville, Kentucky. Song, bà không thường xuyên nói về đức tin của mình khi vận động tranh cử Tổng thống. James Mcintyre của Tạp chí Christian Today viết rằng đức tin của Clinton "hiển nhiên là mạnh mẽ", ông cũng tìm thấy sự tương đồng giữa đức tin "rất chân chính" nhưng được thực hành cách lặng lẽ của bà với đức tin của Thủ tướng Anh Theresa May. Một người bạn của Clinton, Lissa Muscatine, cho rằng có lẽ bởi vì đức tin của Clinton ảnh hưởng trên đời sống của bà quá sâu sắc đến nỗi bà không thấy cần thiết phải nói nhiều về đức tin.
Tại một lần dừng chân ở thị trấn Knoxville, Iowa, trong chiến dịch tranh cử tổng thống 2016, khi được hỏi về đức tin, Clinton xác nhận rằng bà là "người của đức tin, là tín hữu Cơ Đốc, là tín hữu Giám Lý". Không như thường lệ, lần này Clinton đi vào vấn đề cách chi tiết, "Nghiên cứu Kinh Thánh và nhiều cuộc thảo luận với những người có đức tin giúp tôi tin rằng điều răn quan trọng nhất là hết lòng yêu Chúa và yêu người lân cận như chính mình, đó cũng là giáo huấn của Chúa Cơ Đốc. Kinh Thánh còn dạy chúng ta chăm sóc người nghèo, thăm người tù, tiếp đón người lạ, tạo cơ hội cho người khác thăng tiến... Nhưng tôi cũng tin rằng, trong nhiều lĩnh vực, sự phán xét thuộc về Chúa. Sự cởi mở, bao dung, và tôn trọng người khác khiến tôi khiêm nhường trong đức tin..."
Mặt khác, Clinton cũng bày tỏ sự thất vọng đối với cung cách thực hành đức tin của một số người, bởi vì "giáo lý căn cốt của Cơ Đốc giáo là tình yêu thương, nhưng đôi khi người ta nhân danh đức tin để vội vàng lên án và nghiêm khắc phán xét".
Đầu năm 2016, một cuộc khảo sát của Pew Research cho thấy cứ 10 người Mỹ có bốn người tin rằng Clinton không rất mộ đạo. Giáo sư Paul Kengor, tác giả cuốn God and Hillary Clinton: A Spiritual Life, cho rằng quan điểm chính trị của Clinton xuất phát từ đức tin. Người ta thuật lại rằng Clinton thường nhắc đến câu nói nổi tiếng của John Wesley, "Hãy làm tất cả điều tốt bạn có thể làm, với mọi phương tiện bạn có, bằng mọi cách bạn có thể".